# Insolacja

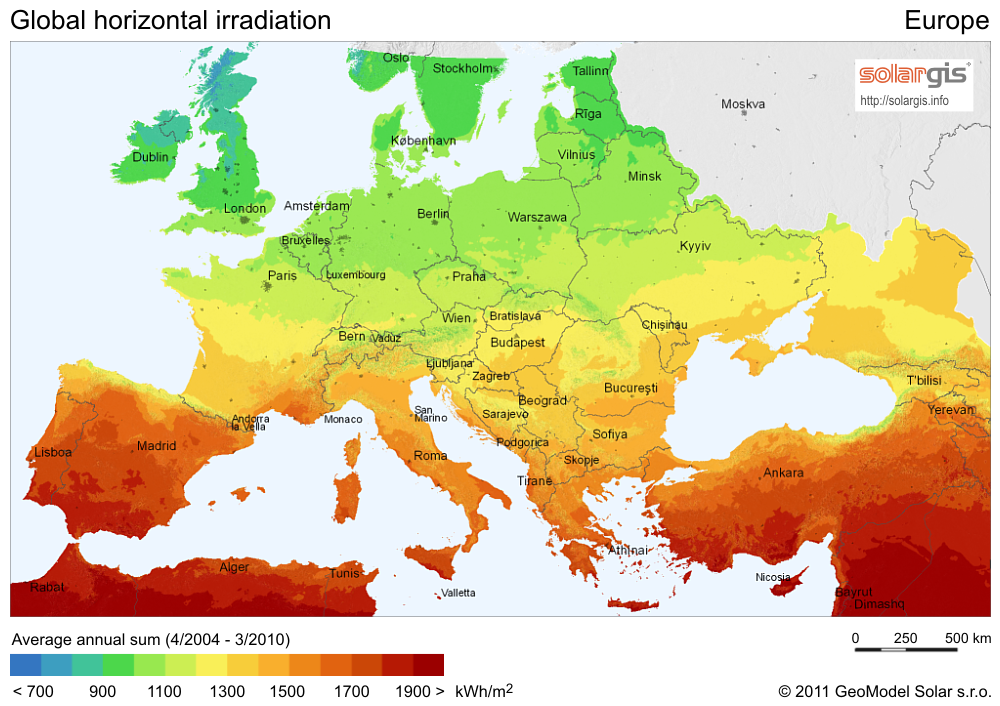
Mapa nasłonecznienia poziomej powierzchni Europy

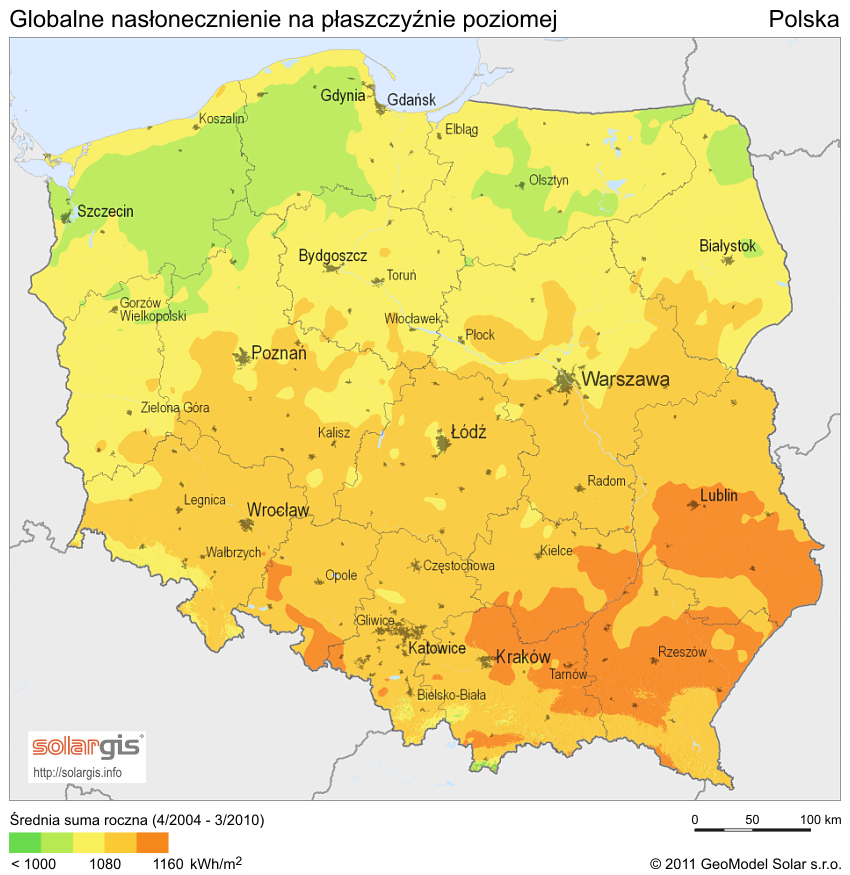
Mapa nasłonecznienia poziomej powierzchni Polski

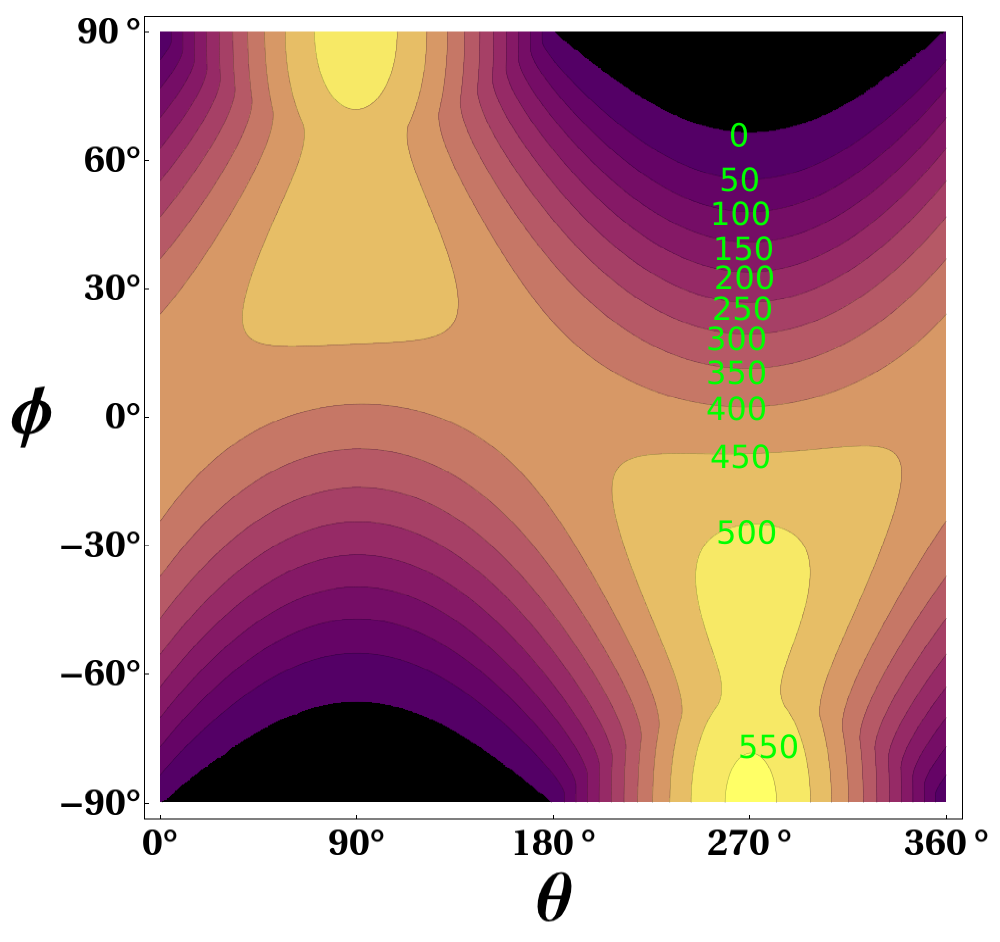
Teoretyczne średnie dzienne napromieniowanie, pominięty wpływ atmosfery. Gdzie: θ – kąt biegunowy orbity Ziemi, (θ = 0 w równonocy wiosennej); φ – szerokość geograficzna. W obliczeniach przyjęto: stała słoneczna = 1367 Wm^{-2}, nachylenie osi ε = 23,4398°, długość geograficzna peryhelium π = 282,895°, mimośrodowość e = 0,016704. Podane liczby to średnia dobowa moc promieniowania Wm^{-2}.

Insolacja, nasłonecznienie – wielkość fizyczna określająca średnią moc promieniowania słonecznego przypadającą na jednostkę powierzchni poziomej.
Jest ona równa stosunkowi energii promieniowania słonecznego, padającego w określonym czasie na daną powierzchnię do pola tej powierzchni i czasu. Jednostką w układzie SI jest W/m², w technice stosuje się też jednostkę kWh/rok/m².
W klimatologii przez insolację częściej rozumie się ilość dopływającego promieniowania, która pada na dowolnie nachyloną powierzchnię, a nie powierzchnię poziomą. W niektórych pracach wielkość ta bywa także mylona z inną wielkością, usłonecznieniem.